# 独舌橐吾
独舌橐吾（学名：Ligularia rockiana）为菊科橐吾属的植物，为中国的特有植物。分布在中国大陆的云南等地，生长于海拔3,440米至4,500米的地区，多生长于水边、山顶、山坡以及草地，目前尚未由人工引种栽培。